# 地獄門
『地獄門』（じごくもん、英題：Gate of Hell）は、1953年（昭和28年）10月31日公開の日本映画である。大映製作・配給。監督は衣笠貞之助、主演は長谷川一夫。イーストマンカラー、スタンダード、89分。
日本初のイーストマン・カラー作品で、大映にとっても初の総天然色映画となる。『平家物語』や『源平盛衰記』などで語り継がれた、袈裟と盛遠の物語を題材にした菊池寛の戯曲『袈裟の良人』が原作。色彩指導に洋画家の和田三造を起用して平安時代の色彩（和色）の再現に努めた。本作は第7回カンヌ国際映画祭で最高賞であるグランプリ、第27回アカデミー賞で名誉賞と衣裳デザイン賞を受賞した。

## ストーリー
平清盛の厳島詣の留守を狙って起された平治の乱で、平康忠は、焼討をうけた御所から上皇と御妹・上西門院を救うため、身替りを立てて敵を欺いた。上西門院の身替りとなった袈裟の車を護る遠藤武者盛遠は、敵をけちらして彼女を彼の兄・盛忠の家に届けたが、袈裟の美しさに心を奪われる。清盛派の権臣の首が法性寺の山門地獄門に飾られ、盛遠は重囲を突破して厳島に急行した。かくて都に攻め入った平氏は一挙に源氏を破り乱は治った。袈裟に再会した盛遠はますます心をひかれ、論功行賞に際し、清盛から「望み通りの賞を与える」と言われるや、即座に袈裟を乞うが彼女はすでに御所の侍、渡辺渡の妻だった。しかしあくまで彼女を忘れえない煩悩に苦しむ盛遠は、加茂の競べ馬で渡に勝利、その勢いのまま祝宴の席で場所柄もわきまえず渡に真剣勝負を挑み、清盛の不興を買う。自制心を失い、ついに狂気にとりつかれた盛遠は刀を手に袈裟と叔母の左和を脅かす。従わねば渡の命が無いと知った袈裟は、「夫・渡を殺してくれ」と偽り、自らその身替りとなって盛遠の手により絶命する。数日後、頭を丸め僧衣をまとった盛遠は、都を離れて苦悩の旅に出て行く。

## スタッフ
- 監督・脚本：衣笠貞之助
- 製作：永田雅一
- 原作：菊池寛『袈裟の良人』
- 撮影：杉山公平
- 録音：海原幸夫
- 照明：加藤庄之丞
- 現像：東洋現像所
- 美術監督：伊藤熹朔
- 色彩指導：和田三造
- 技術監督：碧川道夫
- 音楽監督：芥川也寸志
- 演奏：関西交響楽団
- 編集：西田重雄
- 衣裳調製：松坂屋
- 助監督：三隅研次

## キャスト

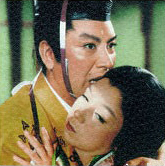
長谷川一夫と京マチ子

- 盛遠：長谷川一夫
- 袈裟：京マチ子
- 渡辺渡：山形勲
- 重盛：黒川弥太郎
- 六郎：坂東好太郎
- 小源太：田崎潤（新東宝）
- 清盛：千田是也（俳優座）
- 信頼：清水将夫（民芸）
- 弥仲太：石黒達也（第一協団）
- 政仲：植村謙二郎（第一協団）
- 三郎介：清水元（第一協団）
- 真野：荒木道子（文学座）
- 刀根：南美江（文学座）
- 左和：毛利菊枝
- 康忠：香川良介
- 家貞：荒木忍
- 盛忠：澤村國太郎
- 宗盛：小柴幹治
- 兼房：春本富士夫
- 加喜助：殿山泰司
- 乙阿弥：水野浩
- 定房：南部彰三
- 胤成：南条新太郎
- 真澄：近衛敏明
- 定親：光岡龍三郎
- 国常：尾上栄五郎
- 油売り：上田寛
- 光定：原聖四郎
- 壺売り：石原須磨男
- 友行：伊達三郎
- 社僧：市川男女之助
- 物売り：葉山富之輔
- 平太：堀北幸夫
- 長信：福井隆次
- 義平次：横山文彦
- 義晴：清水明
- 成家：玉置一恵
- 資友：菊野昌代士
- 経継：藤川準
- 隆衡：岩田正
- 知盛：滝川潔
- 通実：千葉登四男
- 忠光：沖時男
- 惟顕：楠本栄一
- 牛飼い：越川一
- 下人：大国八郎

## 作品解説
奥田久司によると、大映本社でこの映画の企画が上がった際、社長の永田雅一が大乗り気だったのに対し、社員たちは全員反対した。これに怒った永田社長は「それなら俺一人でやる!」と、強引に本作品の製作に踏み切った。結果、カンヌ国際映画祭でグランプリ、アカデミー賞で衣裳デザイン賞と名誉賞を獲得した。カンヌ国際映画祭で審査委員長を務めたジャン・コクトーは、「これこそ美の到達点」と本作を絶賛した。
2011年（平成23年）、東京国立近代美術館・フィルムセンターと角川映画の共同事業として、撮影助手として本作に関わった森田富士郎の監修、IMAGICAの協力の下、オリジナル・ネガより三色分解したマスター・ポジなどを素材に、当時の色彩を復元した初のデジタル・リマスター版が制作され、同年5月2日、NHK BSプレミアムで放映された。

## 受賞歴
- 第7回カンヌ国際映画祭 グランプリ
- 第7回日本映画技術賞（東洋現像所）[9]
- 1954年度ロカルノ国際映画祭 金豹賞
- 第27回アカデミー賞[5] 名誉賞、衣裳デザイン賞（和田三造）
- 第20回ニューヨーク映画批評家協会賞 外国語映画賞
- 第8回英国アカデミー賞 総合作品賞（ノミネート）
- 第5回芸能選奨（碧川道夫、塚越成治、横田達之）